# Ardalan Shekarabi
Ardalan Shekarabi (ur. 28 listopada 1978 w Manchesterze) – szwedzki prawnik i polityk irańskiego pochodzenia, działacz Szwedzkiej Socjaldemokratycznej Partii Robotniczej, parlamentarzysta, od 2014 do 2022 minister.

## Życiorys
W 2007 został absolwentem szkoły dziennikarskiej Poppius journalistskola oraz magistrem prawa na Uniwersytecie w Uppsali. W latach 2010–2013 pracował jako nauczyciel akademicki na tej uczelni, odbywając jednocześnie studia doktoranckie z zakresu prawa publicznego.
Zawodowo związany z administracją partyjną. W latach 2003–2005 był przewodniczącym Ligi Młodych Szwedzkiej Socjaldemokracji, organizacji młodzieżowej socjaldemokratów. Od 2010 do 2011 kierował komisją kryzysową SAP. W 2013 objął wakujący mandat deputowanego do Riksdagu.
Po wyborach w 2014, w których uzyskał poselską reelekcję, w utworzonym przez socjaldemokratów i zielonych mniejszościowym rządzie Stefana Löfvena objął urząd ministra administracji publicznej.
W 2018 i 2022 był wybierany na kolejne kadencje szwedzkiego parlamentu.
W styczniu 2019 w drugim gabinecie dotychczasowego premiera utrzymał dotychczasowe stanowisko ministerialne. W październiku 2019 przeszedł na urząd ministra opieki socjalnej. Pozostał na tej funkcji również w utworzonym w lipcu 2021 trzecim gabinecie Stefana Löfvena oraz w powołanym w listopadzie 2021 rządzie Magdaleny Andersson. W październiku 2022 zastąpił dodatkowo Lenę Hallengren na urzędzie ministra spraw społecznych. W tym samym miesiącu zakończył pełnienie funkcji rządowych.